# Albert Montémont
Œuvres principales
- Guide universel de l'étranger dans Paris
- Voyage à Dresde et dans les Vosges
- Voyage aux Alpes et en Italie ou Description nouvelle de ces contrées
- Lettres sur l'astronomie, ou Traité élémentaire et complet d'astronomie
- Voyage dans les cinq parties du monde

Albert Étienne Montémont, né le 20 août 1788 à Rupt-sur-Moselle dans les Vosges et mort à Paris le 30 décembre 1861, est un écrivain, voyageur et traducteur français. Il est connu pour ses nombreux récits de voyages et pour avoir traduit en français les œuvres complètes de Walter Scott.
Dans sa région d’origine, il est de surcroit réputé pour avoir composé un hymne à son département natal, La Vosgienne, et pour être à l'origine de l’Association des Vosgiens de Paris.

## Biographie
Albert Montémont naît le 20 août 1788au lieu-dit Dessus-de-Rupt, dans la ferme du Petit Bouzon, sur le territoire du ban de Longchamp, aujourd'hui commune de Rupt-sur-Moselle. Il est le fils d'Agnès Joly et de Jean-Joseph Montémont qui est brigadier forestier et deviendra commandant de la Garde nationale à la Révolution française.

## Œuvres
Ses principaux ouvrages sont les suivants :
- Lettres sur l'astronomie (1ère édition en 1823, trois autres éditions par la suite).
- Voyage aux Alpes et en Italie (1824).
- Direction de la collection « Bibliographie universelle des voyages effectués par mer ou par terre dans les diverses parties du monde depuis les premières découvertes » (51 volumes).
- Voyages pittoresques dans les cinq parties du monde (6 volumes avec cartes, 1828).
- Œuvres complètes de Walter Scott (traduites pour la première fois en français en 32 volumes).
- Voyage à Londres et ses environs.
- Nouveau tableau de Paris.
- Œuvres du capitaine Maryat.
- Grammaire générale ou philosophie des langues en dix langues comparées (1845).
- Odes d'Horace, traduction du latin en vers.
- Les plaisirs de l'expérience, Thomas Campbell ; traduction de l'anglais en vers
- Les plaisirs de la mémoire, de Samuel Rogers : traduction de l'anglais en vers
- Voyage à Dresde et dans les Vosges (1861)
- Onze volumes de poésies et de chansons.